# John Carl Hinshaw
John Carl Hinshaw (ur. 28 lipca 1894 w Chicago, zm. 5 sierpnia 1956 w Bethesda) – amerykański polityk, członek Partii Republikańskiej.

## Działalność polityczna
W okresie od 3 stycznia 1939 do 3 stycznia 1943 przez dwie kadencje był przedstawicielem 11. okręgu, a następnie do śmierci 5 sierpnia 1956 przez siedem kadencji był przedstawicielem 20. okręgu wyborczego w stanie Kalifornia w Izbie Reprezentantów Stanów Zjednoczonych.